# Michael Uchebo
Michael Okechukwu Uchebo (* 2. února 1990) je bývalý nigerijský fotbalový útočník a reprezentant, který naposledy hrál za Enugu Rangers.

## Klubová kariéra
Uchebo začal svou kariéru v klubu Enugu Rangers. V říjnu 2009 podepsal tříletou smlouvu s VVV-Venlo. Sportovní ředitel Mario Captien ho popsal jako fyzicky velmi silného útočníka. Nizozemský Voetbal International označil Ucheba za nového Nwankwa Kanua.
V listopadu 2011 Hai Berden, předseda představenstva Venlo, prozradil, že klub jedná s anglickým týmem Stoke City FC o přestupu Ucheba. V lednu 2012 se Uchebo zapojil do tréninku se Stoke City. Na konci zkoušky se však klub rozhodl s ním nepodepsat smlouvu. Dne 25. ledna se Uchebo připojil ke skotskému klubu Rangers FC. Jeho angažmá v klubu ale skončilo po pouhém jednom dni kvůli negativním zprávám na adresu hráčů Rangers. Uchebův agent tvrdil, že hráč získal špatný dojem z Rangers poté, co se Ally McCoist nezúčastnil jediného tréninku, zatímco McCoist řekl, že to bylo rozhodnutí klubu.[ujasnit]
Poté, co zachránil Venlo před sestupem pozdním gólem v prodloužení zápasu druhého kola play-off Eredivisie proti SC Cambuur, Uchebo odhalil, že neprodlouží svou končící smlouvu ve VVV. Dne 29. května Venlo oznámilo, že dosáhli dohody s Cercle Brugge, s nímž Uchebo následně podepsal dvouletou smlouvu.
Dne 11. října 2014 podepsal Uchebo tříletou smlouvu s Boavistou. Svůj první gól vstřelil hned ve svém prvním zápase proti Paçosu de Ferreira při domácí prohře 2:1.

## Reprezentační kariéra
Uchebo byl členem nigerijského týmu do 20 let a v srpnu 2008 vstřelil svůj první gól za Nigérii v zápase proti Togu na turnaji Západoafrické fotbalové unie. Hrál také na Poháru afrických národů ve fotbale do 20 let 2009, kde ve třech zápasech vstřelil jeden gól. V médiích byl popisován jako nejžádanější hráč nigerijského týmu na turnaji.
V červnu 2011 byl povolán olympijským týmem a trenérem národního týmu do 23 let Austinem Eguavoenem pro rozhodující zápas olympijské kvalifikace proti Tanzanii.
V říjnu 2011 Austin Eguavoen navštívil Nizozemsko a setkal se s funkcionáři VVV-Venlo, aby zajistil uvolnění Ucheba k účasti na inauguračním ročníku šampionátu CAF U-23 v Maroku.
Poprvé byl povolán do nigerijského národního týmu v únoru 2014.
Uchebo odehrál svůj první seniorský zápas 6. března při remíze 0:0 s Mexikem v přátelském utkání, když odehrál první poločas, než byl nahrazen Leonem Balogunem.
V dalším zápase Nigérie, při remíze 2:2 se Skotskem na Craven Cottage, odehrál Uchebo 55 minut zápasu. Poté, co se Skotsko dostalo do vedení, vyrovnal Uchebo ještě před přestávkou odraženou střelou ze střední vzdálenosti. Jeho náhradníkem byl Peter Odemwingie.